# مارك بيكر (لغوي)
مارك بيكر (بالإنجليزية: Mark C. Baker) هو لغوي أمريكي، ولد في 1959.

## وصلات خارجية
- الموقع الرسمي